# Spongites yendoi
Spongites yendoi (Foslie) Y.M. Chamberlain, 1993  é o nome botânico  de uma espécie de algas vermelhas pluricelulares do gênero Spongites, família Corallinaceae, subfamília Mastophoroideae.
São algas marinhas encontradas no Japão, Coreia, Indonésia, Alasca, Arábia Saudita, África do Sul, Austrália, Ilhas Maurícias, Seychelles, Comores e Reunião.

## Sinonímia
- Lithophyllum yendoi (Foslie) Foslie, 1900
- Pseudolithophyllum yendoi (Foslie) Adey, 1900
- Goniolithon yendoi Foslie, 1900
- Lithophyllum yendoi f. mahëicum Foslie, 1906
- Lithophyllum yendoi f. malaysicum Foslie, 1906
- Lithophyllum natalense Foslie, 1907
- Lithothamnion yendoi (Foslie) Lemoine, 1965
- Pseudolithophyllum natalense (Foslie) Adey, 1970